# Ashton Shepherd
Ashton Delilah Shepherd (Coffeeville, 16 agosto 1986) è una cantante statunitense.

## Biografia
Ashton Shepherd ha iniziato a scrivere canzoni e a cantare all'età di 5 anni, partecipando a varie competizioni musicali nei dintorni della sua città. I suoi genitori hanno finanziato il suo primo CD, pubblicato indipendentemente quando la cantante aveva 15 anni. A giugno 2006 ha vinto un concorso musicale a Gilbertown in Alabama il cui premio era essere l'artista di supporto per i concerti di Lorrie Morgan. È stato così che un rappresentante dell'etichetta discografica MCA Nashville Records, parte della famiglia della Universal Music, ha notato la cantante e l'ha messa sotto contratto.
Il suo album di debutto, Sounds So Good, è stato pubblicato a marzo 2008 e ha raggiunto il 90º posto nella Billboard 200. Ha prodotto due singoli, Takin' Off This Pain e Sounds So Good, che hanno entrambi raggiunto la top 25 della classifica nazionale di musica country.
A gennaio 2011 è uscito Look It Up, il singolo di lancio per il suo secondo album, che è divenuto il suo più grande successo, raggiungendo la 95ª posizione nella Billboard Hot 100 e la 19ª nella classifica country. L'album, Where Country Grows, è uscito a luglio dello stesso anno e ha raggiunto il 37º posto in classifica.
Nell'estate del 2012 Ashton Shepherd ha abbandonato la MCA Nashville per pubblicare musica indipendentemente. Da allora sono usciti due suoi album: This Is America nel 2013 e Out of My Pocket nel 2016.

## Discografia

### Album
- 2008 - Sounds So Good
- 2011 - Where Country Grows
- 2013 - This Is America
- 2016 - Out of My Pocket

### EP
- 2011 - Look It Up

### Singoli
- 2007 - Takin' Off This Pain
- 2008 - Sounds So Good
- 2011 - Look It Up
- 2011 - Where Country Grows
- 2013 - This Is America
- 2014 - Seventeen Again
- 2016 - With Us Tellin' the Truth